# Duel 2000
Duel 2000 est un jeu vidéo de combat développé et édité par Coktel Vision, sorti en 1986 sur Amstrad CPC.et Thomson TO8